# Atriclino
Atriclino ou Articlino (em grego: ἀτρικλίνης, ἀρτικλίνης; romaniz.: atriklines, artiklines) foi um oficial cortesão bizantino responsável por organizar festas e banquetes no palácio imperial. Além da organização da ordem nos banquetes imperiais, foi incumbido em assegurar que os convidados foram recebidos na ordem correta de precedência segundo sua posição cortesã e ofício.
O atriclino desempenhou e cumpriu seus deveres utilizando uma lista conhecida como cletorológio (κλητορολόγιον) contendo os oficiais, dignidades e ministros que possuíam o direito de se divertir no palácio. A lista podia sofrer alterações a fim de ter em conta a criação de novos ofícios, a eliminação de velhos, e mudanças feitas à ordem de precedência. Um proeminente atriclino foi Filoteu, que em 899 manteve o título imperial de protoespatário e foi autor do único exemplar sobrevivente do cletorológio.